# Erythrus formosanus
Erythrus formosanus là một loài bọ cánh cứng trong họ Cerambycidae.